# Белед
Белед (мађ. Beled) је град у северној Мађарској, у жупанији Ђер-Мошон-Шопрон (Győr-Moson-Sopron megye). Градом га је прогласио председник Републике 1. јула 2009. године. Са површином од 2.647 хектара, најмањи је град у округу са административном површином, а према подацима из 2018. био је и најмањи по броју становника и броју станова.

## Историја
Село је добило име по личном имену Белуд, уобичајеном у племену Осл. Први пут се помиње у овереним изворима 1230. године. Његови средњовековни власници биле су породице које потичу из породице Осл: Остфијак, Чорнаијак и Канижаијак. Године 1536. припадао је Надасдијанима, а од 1681. Естерхазијевима.
До села су стигла и турска разарања 1594. године, али је убрзо након тога почело пресељење становника. Почетком 17. века Мозеш Чираки је стекао већи део села и створио имање Чираки. И племићи без кметова, са појединачним парцелама, почели су да пуштају корене на распарчаним племићким поседима.
Дана 26. јануара 1990. године, капетан Роберт Рајнхард, тек обучени из типа МиГ-21, и пуковник Ференц Бако, који га је проверавао на испиту, срушили су се код Беледа са МиГ-23УБ са 16. страницом у 5. минуту. лет. Обојица су погинула.

## Становништво
Током пописа 2011, 87,2% становника се изјаснило као Мађари, 0,3% као Роми, 1,3% као Немци и 0,2% као Румуни (12,5% се није изјаснило, због двојног држављанства укупан број може бити већи на 100%). 
Верска дистрибуција је била следећа: римокатолици 55,8%, реформисани 0,7%, лутерани 16,3%, неденоминациони 4,1% (22,4% се није изјаснило).